# Сторм, Ида
Ида Сторм (швед. Ida Storm; род. 11 октября 1991 года, Лунд) — шведская легкоатлетка, специализирующаяся в метании молота. Двукратная чемпионка Швеции (2017, 2020). Обладательница национального рекорда — 71,52 м (2017).

## Биография
Ида Сторм родилась 11 октября 1991 года в Лунде. Представляла клубы «IK Hinden», «Malmö AI» и «Hässelby SK». Тренировалась под руководством Майка Мейнарда и Стеллана Челандера.
Четырежды (в 2016, 2017, 2018 и 2020 годах) становилась чемпионкой Швеции по метанию веса в помещении.
В 2017 году выиграла бронзовую медаль на зимнем Кубке Европы по метаниям.

## Основные результаты
| Год  | Соревнования                    | Место проведения                     | Место    | Результат |
| ---- | ------------------------------- | ------------------------------------ | -------- | --------- |
| 2010 | Чемпионат мира среди юниоров    | Монктон, Канада                      | 26 (кв.) | 49,01 м   |
| 2011 | Чемпионат Европы среди молодёжи | Острава, Чехия                       | 18 (кв.) | 59,60 м   |
| 2013 | Чемпионат Европы среди молодёжи | Тампере, Финляндия                   | 15 (кв.) | 60,84 м   |
| 2014 | Чемпионат Европы                | Цюрих, Швейцария                     | 20 (кв.) | 60,82 м   |
| 2017 | Кубок Европы по метаниям        | Лас-Пальмас-де-Гран-Канария, Испания | 3        | 70,97 м   |
| 2017 | Чемпионат мира                  | Лондон, Великобритания               | 17 (кв.) | 67,39 м   |
| 2018 | Кубок Европы по метаниям        | Лейрия, Португалия                   | 7        | 66,43 м   |
| 2018 | Чемпионат Европы                | Берлин, Германия                     | 17 (кв.) | 66,66 м   |
| 2019 | Кубок Европы по метаниям        | Шаморин, Словакия                    | 7        | 70,01 м   |